# Додд, Клэр

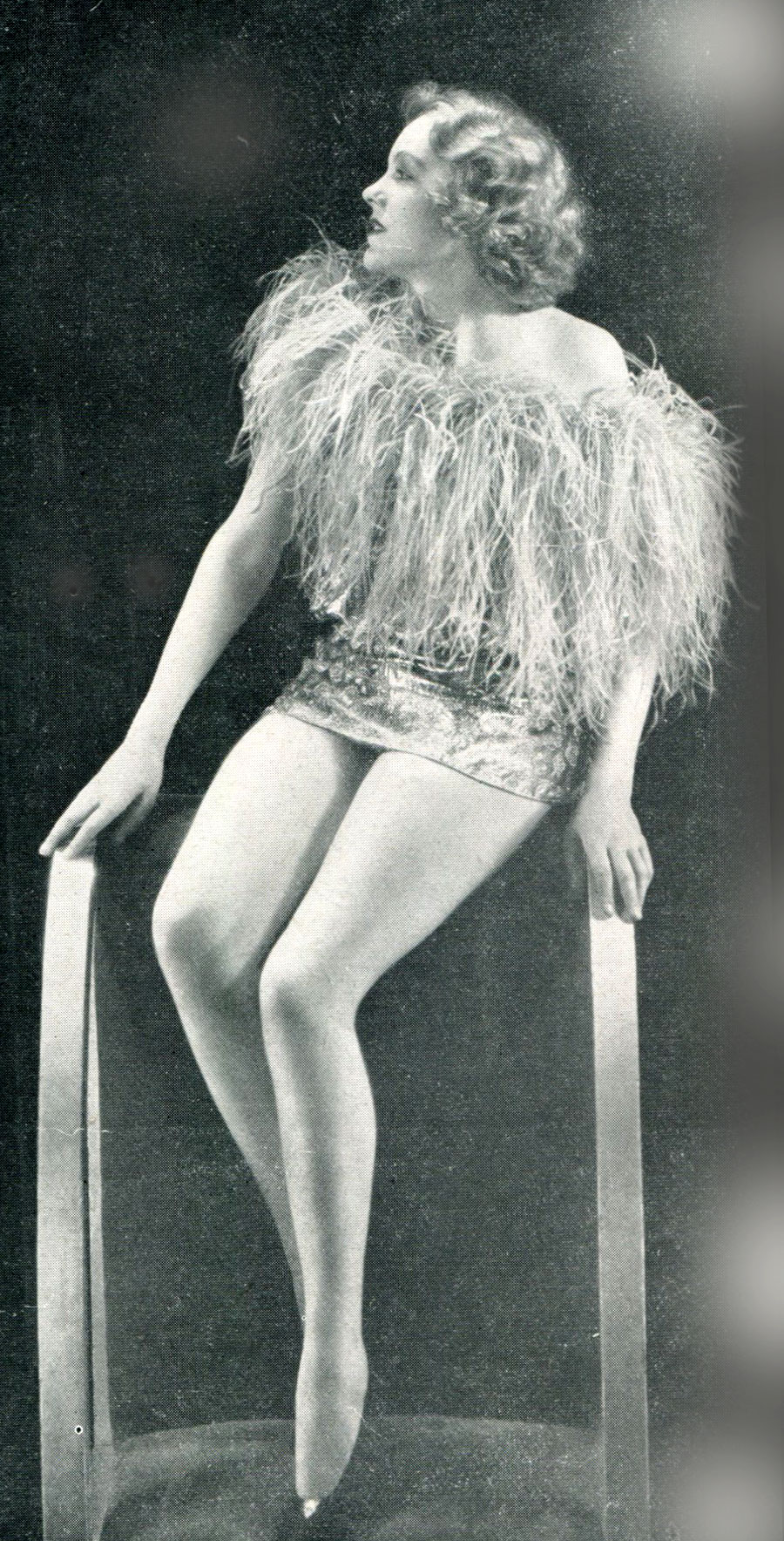
В итальянском журнале L'Eco del Cinema, № 112, апрель 1933 г.

Клэр Додд (англ. Claire Dodd; 29 декабря 1911 или 29 декабря 1908, Baxter, Джаспер — 23 ноября 1973, Беверли-Хиллз, Калифорния) — американская киноактриса.

## Биография
Дороти Арлин (Энн) Додд родилась 29 декабря 1911 года в городке Бакстер (штат Айова). Отец — Уолтер Уиллард Додд, фермер, потомок первых поселенцев округа Джаспер. Мать — Этель Виола Додд (до замужества — Кул), дочь почтмейстера городка. Родители девочки развелись, когда ей не было ещё и десяти лет, после этого Дороти с матерью переехали в Лос-Анджелес (штат Калифорния). Там она вскоре начала карьеру модели и киноактрисы эпизодических ролей, стала членом команды «Девушки Голдвина». Её заметил бродвейский импресарио Флоренз Зигфелд, и Додд стала одной из «Девушек Зигфелда». Она отправилась с труппой в Нью-Йорк, где начал учиться пению и танцам. Там её заметил известный кинопродюсер Дэррил Занук, предложил контракт с Paramount Pictures, девушка согласилась и вернулась в Лос-Анджелес.
В 1935 году Додд начала оформлять документы, чтобы выехать за границу, в Европу на гастроли. Здесь возникла заминка: в имеющихся документах было указано, что Дороти Додд родилась в городе Де-Мойн (столица Айовы), в то время как сама девушка утверждала, что родилась в штате Айова, но в каком именно городе — не знает. 29 апреля 1935 года в газете Айовы Register & Tribune's Iowa News Service была опубликована заметка об этом казусе. Немедленно в Бакстере и его окрестностях нашлись родственники Додд, подтвердившие её рождение здесь 24 года назад, а шериф города выслал девушке копию её свидетельства о рождении в Бакстере.
Амплуа актрисы — «другая женщина», роковая женщина, сирена, соблазнительница, любовница, шантажистка или просто блондинка-интриганка.
Клэр Додд окончила карьеру актрисы в 1942 году, когда ей был 31 год, и полностью посвятила себя семье: второму мужу и пятерым своим детям.
В 1971 году у Клэр Додд диагностировали рак, от которого она и скончалась 23 ноября 1973 года в Беверли-Хиллз. Похоронена на «Семейном кладбище Брэндов» (семейное кладбище её второго мужа) на территории Общественной библиотеки Глендейла в Глендейле.

### Личная жизнь
Современники мало что знали о личной жизни актрисы, так как она успешно разделяла свою профессиональную и личную жизнь.

12 мая 1931 года Клэр Додд вышла замуж за банкира по имени Джон Милтон Штраус. В 1938 году последовал развод, от брака остался сын Джон Майкл (род. 1936).

В 1940 или 1942 году Додд вышла замуж второй раз: её избранником стал автомобильный дистрибьютор Г. Брэнд Купер. Пара прожила вместе всю жизнь до самой смерти актрисы в 1973 году. От этого брака остались четверо детей: дочь Остини и сыновья Джон Т., Брэнд и Питер.

## Избранная фильмография
За 12 лет кино-карьеры (1930—1942) Клэр Додд снялась в 63 фильмах студий Warner Bros., Paramount Pictures и Universal Pictures, в том числе в одном короткометражном и в одиннадцати (1930—1932 гг.) без указания в титрах.
- 1930 — Прекрасная невеста[англ.] / Our Blushing Brides — манекен
- 1930 — Вупи![англ.] / Whoopee! — «Девушка Голдвина[англ.]» (в титрах не указана)
- 1931 — Американская трагедия / An American Tragedy — Гейл Уоррен (в титрах не указана)
- 1931 — Девушки о городке[англ.] / Girls About Town — Дот, девушка на вечеринке (в титрах не указана)
- 1931 — Работающие девушки[англ.] / Working Girls — Джейн
- 1932 — Сломанное крыло[англ.] / The Broken Wing — Сесилия Кросс
- 1932 — Эта ночь[англ.] / This Is the Night — Чу-Чу (в титрах не указана)
- 1932 — Разыскивается мужчина[англ.] / Man Wanted — Ан Ле Мар
- 1932 — Крунер[англ.] / Crooner — миссис Констанс Браун
- 1932 — Спичечный король[англ.] / The Match King — Ильза Вагнер
- 1933 — Парашютист[англ.] / Parachute Jumper — миссис Ньюберри
- 1933 — Блондинка Джонсон[англ.] / Blondie Johnson — Глэдис ЛаМанн
- 1933 — Элмер Великий[англ.] / Elmer, the Great — Эвелин
- 1933 — Бывшая возлюбленная[англ.] / Ex-Lady — Ирис Ван Хью
- 1933 — Профессия Энн Карвер[англ.] / Ann Carver's Profession — Кэрол Роджерс
- 1933 — Парад в огнях рампы[англ.] / Footlight Parade — Вивьен Рич
- 1934 — Леди-игрок[англ.] / Gambling Lady — Шейла Айкен
- 1934 — Журнал преступления[англ.] / Journal of a Crime — Одетта Флори
- 1934 — Малыш-личность[англ.] / The Personality Kid — Патриша Меррилл
- 1934 — Секрет шато[англ.] / Secret of the Chateau — Джули Верлейн
- 1935 — Роберта / Roberta — Софи Тил
- 1935 — Дело о любопытной новобрачной / The Case of the Curious Bride — Делла Стрит, секретарша Перри Мейсона
- 1935 — Стеклянный ключ / The Glass Key — Джанет Генри
- 1935 — Не ставь на блондинок / Don't Bet on Blondes — Мэрилин Янгблад
- 1936 — Моряки неба[англ.] (Военно-морской флот родился) / Mariners of the Sky (Navy Born) — Бернайс Фаррингтон
- 1936 — Дело о бархатных коготках[англ.] / The Case of the Velvet Claws — Делла Стрит, секретарша Перри Мейсона
- 1938 — Беспутная компания[англ.] / Fast Company — Джулия Торн
- 1938 — Чарли Чан в Голливуде[англ.] / Charlie Chan in Honolulu — миссис Кэрол Уэйн
- 1939 — Женщина-доктор[англ.] / Woman Doctor — Гейл Паттерсон
- 1939 — Слегка достопочтенный[англ.] / Slightly Honorable — Альма Бремер
- 1940 — Если бы я мог поступить по-своему[англ.] / If I Had My Way — Бренда Джонсон
- 1941 — Чёрный кот[англ.] / The Black Cat — Маргарет Гордон
- 1941 — На флоте[англ.] / In the Navy — Дороти Робертс
- 1942 — Дон Уинслоу из Военно-морского флота[англ.] / Don Winslow of the Navy — Мерседес Колби (киносериал, в 12 эпизодах)
- 1942 — Безумный доктор с Рыночной улицы[англ.] / The Mad Doctor of Market Street — Патриша Уэнтуорт